# Genoa (Ohio)
Genoa es una villa ubicada en el condado de Ottawa en el estado estadounidense de Ohio. En el Censo de 2010 tenía una población de 2336 habitantes y una densidad poblacional de 581,52 personas por km².

## Geografía
Genoa se encuentra ubicada en las coordenadas 41°31′12″N 83°21′42″O / 41.52000, -83.36167. Según la Oficina del Censo de los Estados Unidos, Genoa tiene una superficie total de 4.02 km², de la cual 4.02 km² corresponden a tierra firme y (0%) 0 km² es agua.

## Demografía
Según el censo de 2010, había 2336 personas residiendo en Genoa. La densidad de población era de 581,52 hab./km². De los 2336 habitantes, Genoa estaba compuesto por el 96.23% blancos, el 0.43% eran afroamericanos, el 0.09% eran amerindios, el 0.13% eran asiáticos, el 0% eran isleños del Pacífico, el 1.8% eran de otras razas y el 1.33% pertenecían a dos o más razas. Del total de la población el 7.45% eran hispanos o latinos de cualquier raza.